# Liste der Biografien/Maa
Liste der Biografien |
Portal Biografien |
Personensuche
# |
A |
B |
C |
D |
E |
F |
G |
H |
I |
J |
K |
L |
M |
N |
O |
P |
Q |
R |
S |
T |
U |
V |
W |
X |
Y |
Z |
?
 
Ma |
Mb |
Mc |
Md |
Me |
Mf |
Mg |
Mh |
Mi |
Mj |
Mk |
Ml |
Mm |
Mn |
Mo |
Mp |
Mq |
Mr |
Ms |
Mt |
Mu |
Mv |
Mw |
Mx |
My |
Mz
 
Maa |
Mab |
Mac |
Mad |
Mae |
Maf |
Mag |
Mah |
Mai |
Maj |
Mak |
Mal |
Mam |
Man |
Mao |
Map |
Maq |
Mar |
Mas |
Mat |
Mau |
Mav |
Maw |
Max |
May |
Maz
Die Liste der Biografien führt alle Personen auf, die in der deutschsprachigen Wikipedia einen Artikel haben. Dieses ist eine Teilliste mit 357 Einträgen von Personen, deren Namen mit den Buchstaben „Maa“ beginnt.

## Maa
- Maa, altägyptischer Goldschmied

### Maac
- Maack, Alfred (1882–1961), deutscher Schauspieler
- Maack, Annegret (* 1944), deutsche Anglistin und Hochschullehrerin
- Maack, Benjamin (* 1978), deutscher Schriftsteller
- Maack, Berthold (1898–1981), deutscher Politiker (NSDAP) und SS-Führer
- Maack, Ferdinand (1861–1930), deutscher Arzt, Erfinder und Okkultist
- Maack, Harald (* 1955), deutscher SchauspielerHarald Maack (* 1955)

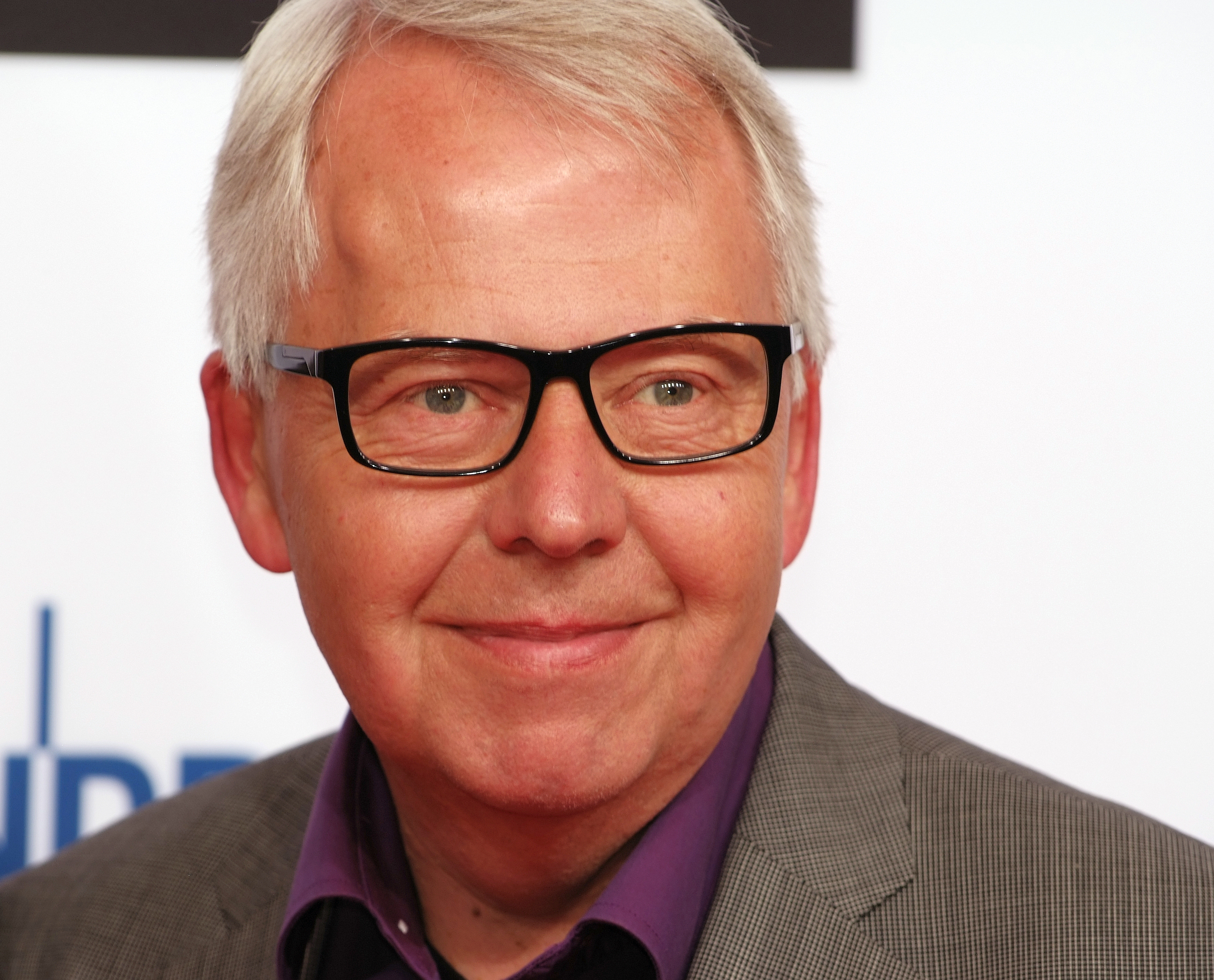
Harald Maack (* 1955)

- Maack, Herbert (1909–1987), deutscher Fußballspieler
- Maack, Johann Hermann (1809–1868), deutscher Bauingenieur und Baubeamter
- Maack, Laura (* 1987), deutsche Fernsehdarstellerin
- Maack, Pétur (* 1990), isländischer Eishockeyspieler
- Maack, Reinhard (1892–1969), deutscher Forschungsreisender und Universal-Wissenschaftler
- Maack, Richard Karlowitsch (1825–1886), deutsch-baltisch-russischer Naturforscher, Pädagoge und Entdecker
- Maack, Sebastian (* 1969), deutscher Politiker (AfD), MdB
- Maack, Walter (1907–1971), deutscher Publizist und Autor

### Maad
- Maada Bio, Fatima (* 1980), gambische Schauspielerin und First Lady von Sierra Leone
- Maada Bio, Julius (* 1964), sierra-leonischer StaatschefJulius Maada Bio (* 1964)

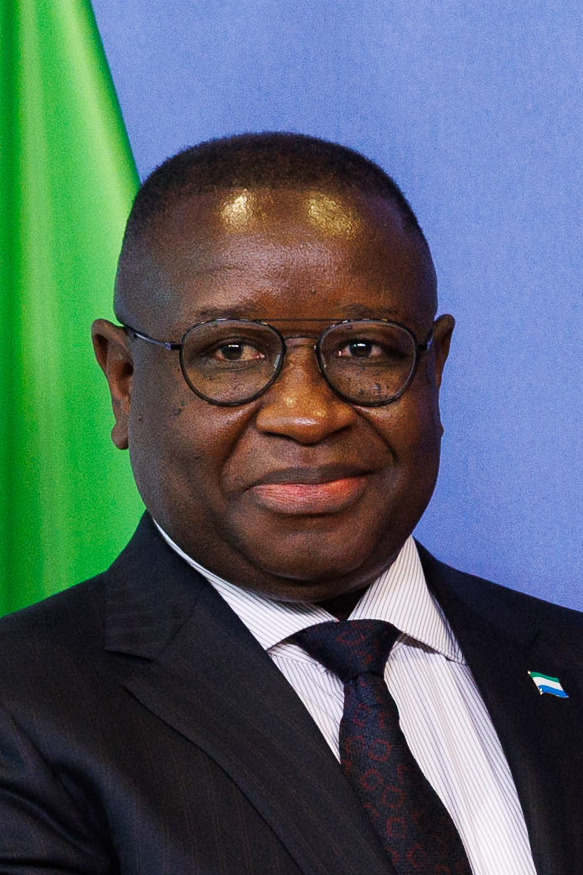
Julius Maada Bio (* 1964)

- Maadaoui, Evelyn Aissá (* 1957), deutsche Verwaltungsangestellte, Bibliothekarin und Schriftstellerin
- Maadeed, Mariam Al, katarische Physikerin und Materialforscherin
- Maadi, Payman (* 1970), iranisch-amerikanischer Schauspieler, Drehbuchautor und Regisseur

### Maae
- Maae, Jens (* 1982), dänischer Fußballschiedsrichter

### Maaf
- Maʿāfirī, Abū l-Chattāb al- († 761), Imam der Ibaditen im Maghreb

### Maag
- Maag Merki, Katharina (* 1964), Schweizer Pädagogin
- Maag, Albert (1862–1929), schweizerischer Historiker, Militärschriftsteller und Pädagoge
- Maag, Albert (1890–1946), Schweizer Politiker
- Maag, Anne (1890–1934), deutsche Lyrikerin, Schriftstellerin und Farmerin in Deutsch-Südwestafrika
- Maag, Dan (* 1975), deutscher Filmproduzent
- Maag, Daniel, Schweizer Kunst-Motorraddesigner
- Maag, Elsbeth (* 1944), Schweizer Lyrikerin
- Maag, Georg (* 1953), deutscher Romanist
- Maag, Hans (1916–1981), Schweizer Radrennfahrer
- Maag, Johann (1898–1976), deutscher Gewerkschafter und Politiker (SPD), MdL
- Maag, Johann Nepomuk († 1800), Kupferstecher und Zeichner in München
- Maag, Karin (* 1962), deutsche Politikerin (CDU), MdBKarin Maag (* 1962)

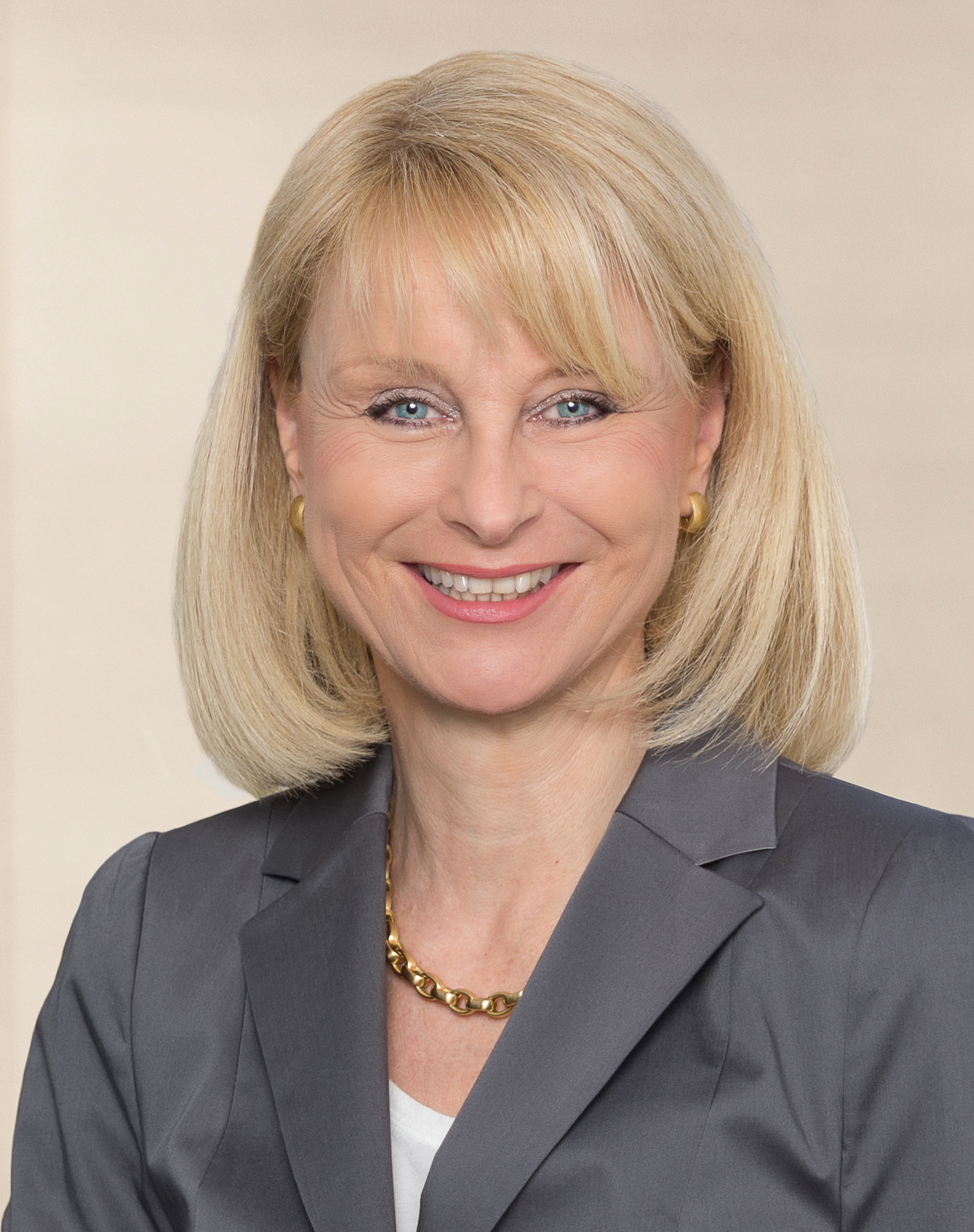
Karin Maag (* 1962)

- Maag, Max (1883–1960), Schweizer Unternehmer
- Maag, Natalie (* 1997), Schweizer Rennrodlerin
- Maag, Nina (* 1972), deutsche Filmproduzentin
- Maag, Otto (1885–1960), Schweizer Pfarrer, Librettist, Redakteur und Musikschriftsteller
- Maag, Peter (1919–2001), Schweizer Dirigent
- Maag, Ulrich (1910–1934), Schweizer Automobilrennfahrer
- Maag, Victor (1910–2002), Schweizer evangelischer Geistlicher und Hochschullehrer
- Maag-Kaeser, Elisabeth (1882–1953), deutsche Lehrerin, Politikerin und Schriftstellerin
- Maage, Mareike (* 1979), deutsche Künstlerin und Hörfunkautorin
- Maager, August (1845–1909), deutscher Jurist, Rittergutsbesitzer und Politiker (DFP), MdR

### Maah
- Maah, Robert (* 1985), französischer Fußballspieler
- Ma’ahanua, Joseph, salomonischer Diplomat
- Maahn, Hans (* 1953), deutscher Musiker, Komponist und Bassist
- Maahn, Sandra (* 1968), deutsche Nachrichtensprecherin und Fernsehmoderatorin
- Maahn, Wolf (* 1955), deutscher Sänger, Songwriter, Schauspieler und ProduzentWolf Maahn (* 1955)

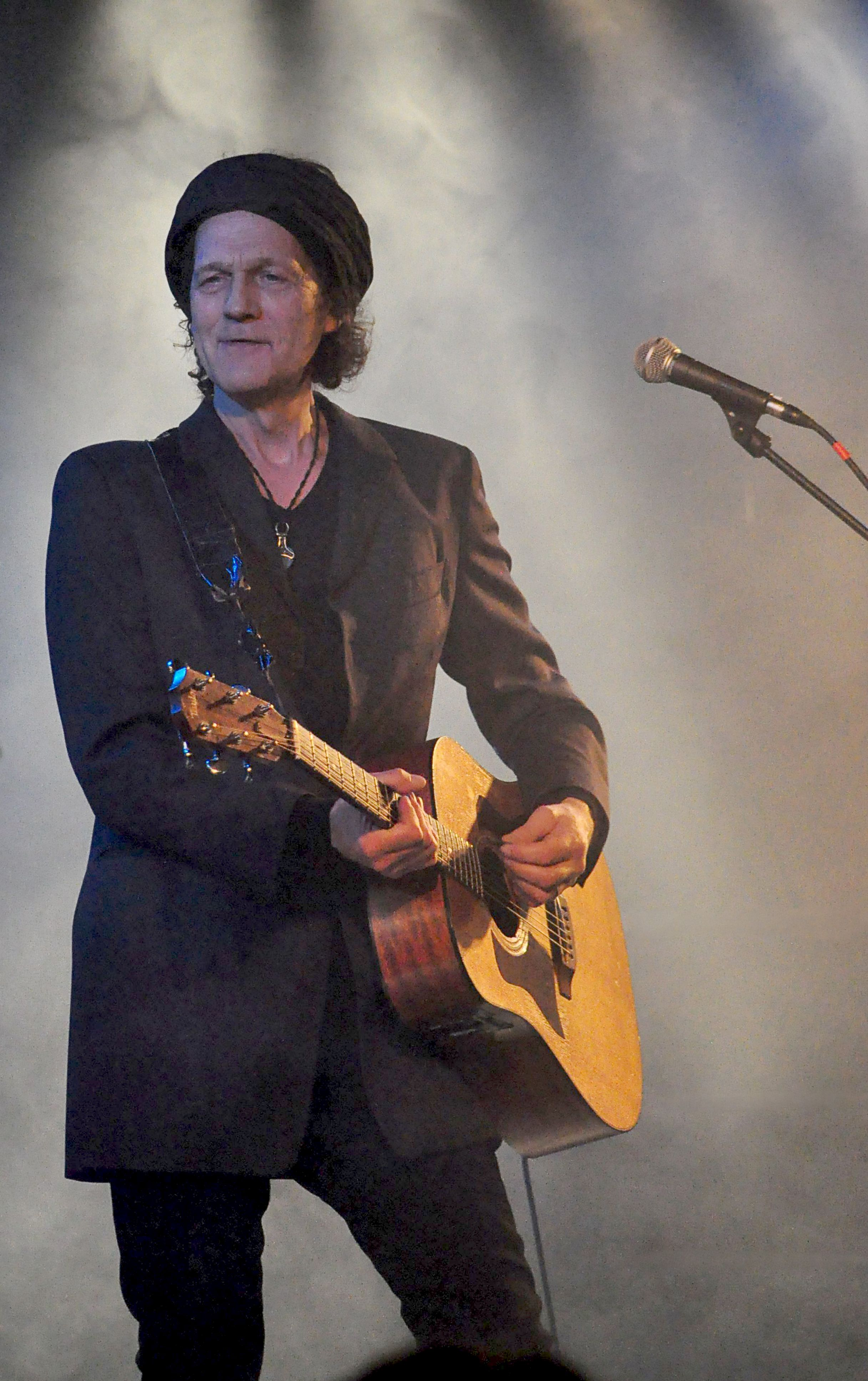
Wolf Maahn (* 1955)

- Maahs, Kai (* 1970), deutscher Fernsehschauspieler und Kinderdarsteller

### Maaj
- Maajka, Edo (* 1978), bosnischer Rapper

### Maak
- Maak, Diana (* 1982), deutsche Germanistin
- Maak, Flo (* 1980), deutscher bildender Künstler und Fotograf
- Maak, Helmut (* 1930), deutscher Bau- und Eisenbahningenieur und Hochschullehrer
- Maak, Matthias (* 1992), österreichischer Fußballspieler
- Maak, Niklas (* 1972), deutscher Journalist und Architekturkritiker
- Maak, Petra (* 1964), deutsche Langstreckenläuferin
- Maak, Wilhelm (1912–1992), deutscher Mathematiker
- Maakal, Jenny (1913–2002), südafrikanische Schwimmerin
- Maakaroun, Fares (* 1940), libanesischer Geistlicher, emeritierter Erzbischof der Melkiten in Brasilien
- Maake, Maoupa Cedric (* 1965), südafrikanischer Serienmörder
- Maaki, D-J (* 1992), nauruischer Boxer

### Maal
- Maal, Baaba (* 1953), senegalesischer Sänger
- Maaler, Josua (1529–1599), Schweizer Pfarrer und Lexikograph
- Maalesh (* 1961), komorischer Sänger
- Maalouf, Amin (* 1949), französischer Schriftsteller
- Maalouf, Fady (* 1979), libanesisch-deutscher PopsängerFady Maalouf (* 1979)

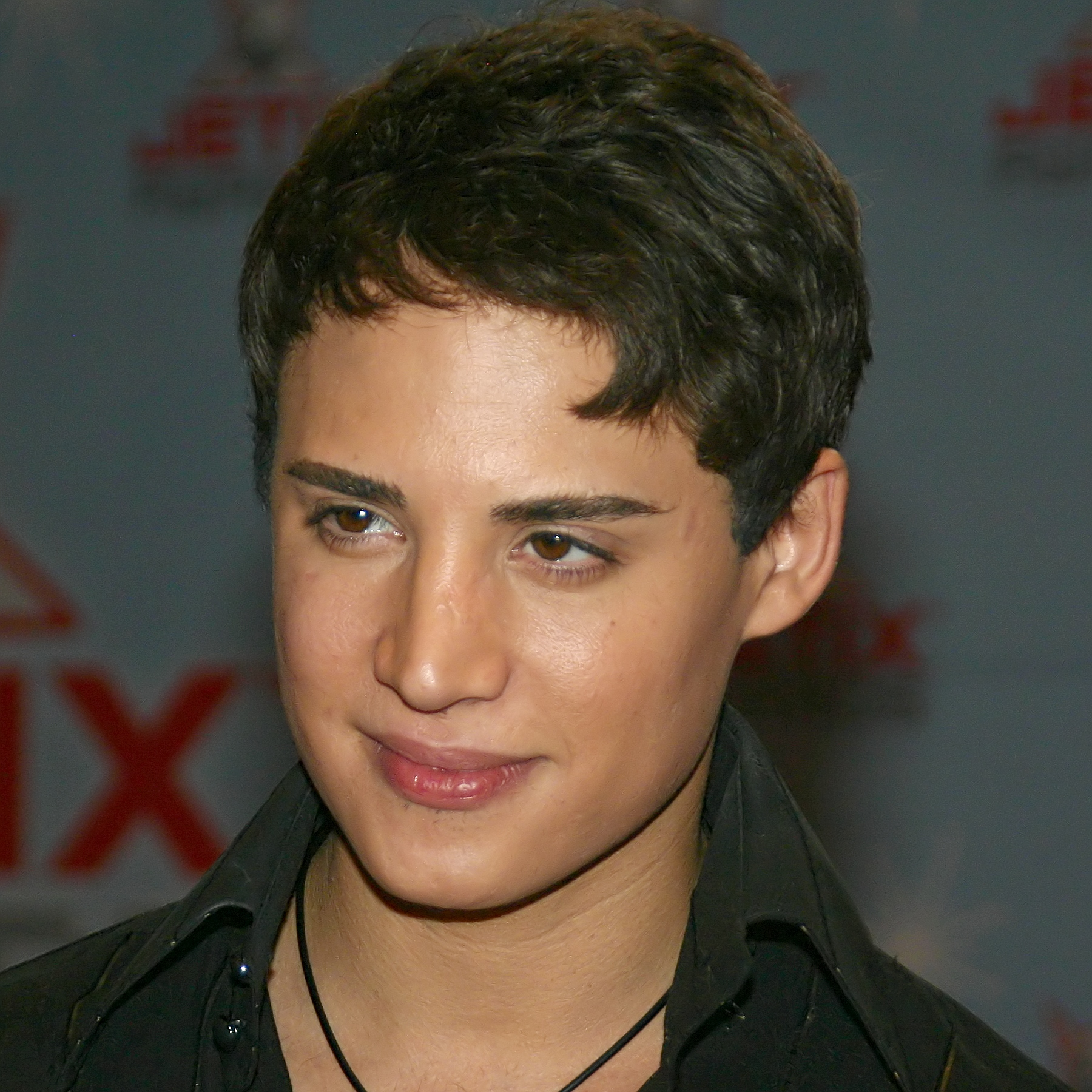
Fady Maalouf (* 1979)

- Maalouf, Ibrahim (* 1980), französisch-libanesischer Musiker (Trompeter und Klavierspieler), Komponist, Arrangeur
- Maalouf, Nasri (1911–2005), libanesischer Politiker
- Maâloul, Ali (* 1990), tunesischer Fußballspieler
- Maaloul, Nabil (* 1962), tunesischer Fußballspieler und -trainer
- Maaly, Khalid Al- (* 1956), deutsch-irakischer Schriftsteller und Verleger

### Maam
- Maamar, Yamina, deutsche Opern- und Konzertsängerin
- Maamau, Taneti (* 1960), kiribatischer Politiker, Präsident von Kiribati
- Maamberua, Usutuaije (* 1957), namibischer Politiker
- Maamma, Othmane (* 2005), marokkanisch-französischer Fußballspieler
- Maamoun, Karim (* 1979), ägyptischer Tennisspieler
- Maamoun, Karim-Mohamed (* 1991), ägyptischer Tennisspieler

### Maan
- Maan, Behice (1882–1969), 12. Gattin von Sultan Abdülhamid II
- Maan, Petrus Johannes (1913–1993), niederländischer altkatholischer Geistlicher, Theologe und Kirchenpolitiker
- Maanen, Cornelis Felix van (1769–1846), niederländischer Staatsmann
- Maani, Sama (* 1963), österreichisch-iranischer Autor und Psychoanalytiker
- Maaninka, Kaarlo (* 1953), finnischer Leichtathlet
- Maanoja, Tomi (* 1986), finnischer Fußballspieler
- Maanum, Frida Leonhardsen (* 1999), norwegische Fußballspielerin

### Maap
- Maapermin, altägyptischer Beamter der 2. Dynastie

### Maar
- Maar, Anne (* 1965), deutsche Kinderbuchautorin, Regisseurin und Theaterleiterin
- Maar, Christa (1939–2022), deutsche Kunsthistorikerin
- Maar, Dora (1907–1997), französische Fotografin, Malerin und Muse Pablo Picassos
- Maar, Marc de (* 1984), niederländischer Radrennfahrer
- Maar, Michael (* 1960), deutscher Germanist, Schriftsteller und Literaturkritiker
- Maar, Nele (* 1938), deutsche Familientherapeutin und Buchautorin
- Maar, Paul (* 1937), deutscher Kinderbuchautor, Illustrator, Übersetzer, Drehbuch- und TheaterautorPaul Maar (* 1937)

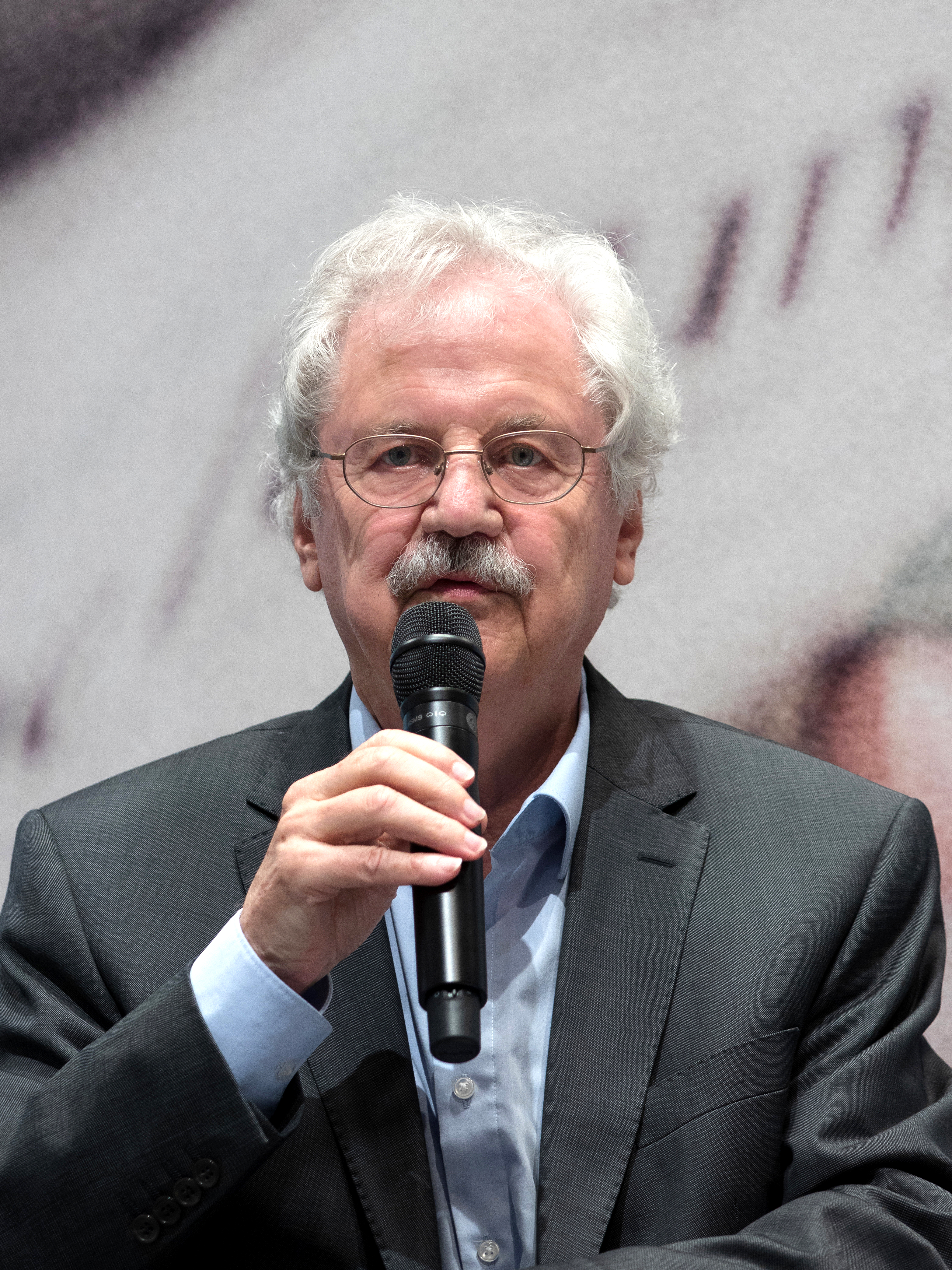
Paul Maar (* 1937)

- Maaranen, Steve (1947–2019), US-amerikanischer Radrennfahrer
- Maaravi, Shai (* 1996), israelischer Eishockeyspieler
- Maaref, Mohamed Jilani (* 1991), tunesisch-bahrainischer Handballspieler
- Maarek, Yoelle (* 1962), israelische Informatikerin
- Maarel, Marinus van der (1857–1921), niederländischer Maler, Grafiker, Radierer und Zeichner
- Maarel, Mark van der (* 1989), niederländischer Fußballspieler
- Maaren, Wilhelm van (1895–1971), niederländischer Fachlagerist und Hauptverdächtiger des Verrates an der Familie Frank
- Maaroufi, Ibrahim (* 1989), belgisch-marokkanischer Fußballspieler
- Maaroufou, Hachim (* 1997), französisch-komorischer Sprinter
- Maarschalkerweerd, Romée (* 2004), niederländische Handballspielerin
- Maarse, Gerard (1929–1989), niederländischer Eisschnellläufer
- Maarsen, Isaac (1892–1943), niederländischer Rabbiner
- Maarsen, Jacqueline van (1929–2025), niederländische Autorin und frühere Buchbinderin
- Maarseveen, Johannes Henricus van (1894–1951), niederländischer Rechtsanwalt und Politiker
- Maarssen, Johannes Henricus J. Te (* 1933), niederländischer Geistlicher, römisch-katholischer Bischof
- Maart, Rozena (* 1962), südafrikanische Dozentin und Schriftstellerin, die in Kanada lebt und arbeitet
- Maart, Yusuf (* 1995), südafrikanischer Fußballspieler
- Maartens, Jeremy (* 1979), südafrikanischer Radrennfahrer
- Maartens, Maarten (1858–1915), holländischer Schriftsteller
- Maartens, Maretha (* 1945), südafrikanische Schriftstellerin
- Maartmann, Harald (1926–2021), norwegischer Skilangläufer
- Maartmann, Titti (1920–2018), norwegische Rennrodlerin
- Ma'aruf, Abdullah Abu (* 1956), israelischer Politiker (Chadasch)

### Maas
- Maas, Adriana († 1746), niederländische Schauspielerin
- Maas, Albert (1888–1936), deutscher Sport- und Theaterarzt
- Maas, Albert (1888–1970), deutscher Politiker (Zentrum, CDU), MdL
- Maas, Ali, britische Blues-, Soul- und Rock-Sängerin und Songwriterin
- Maas, Angela (* 1959), deutsche FernsehjournalistinAngela Maas (* 1959)

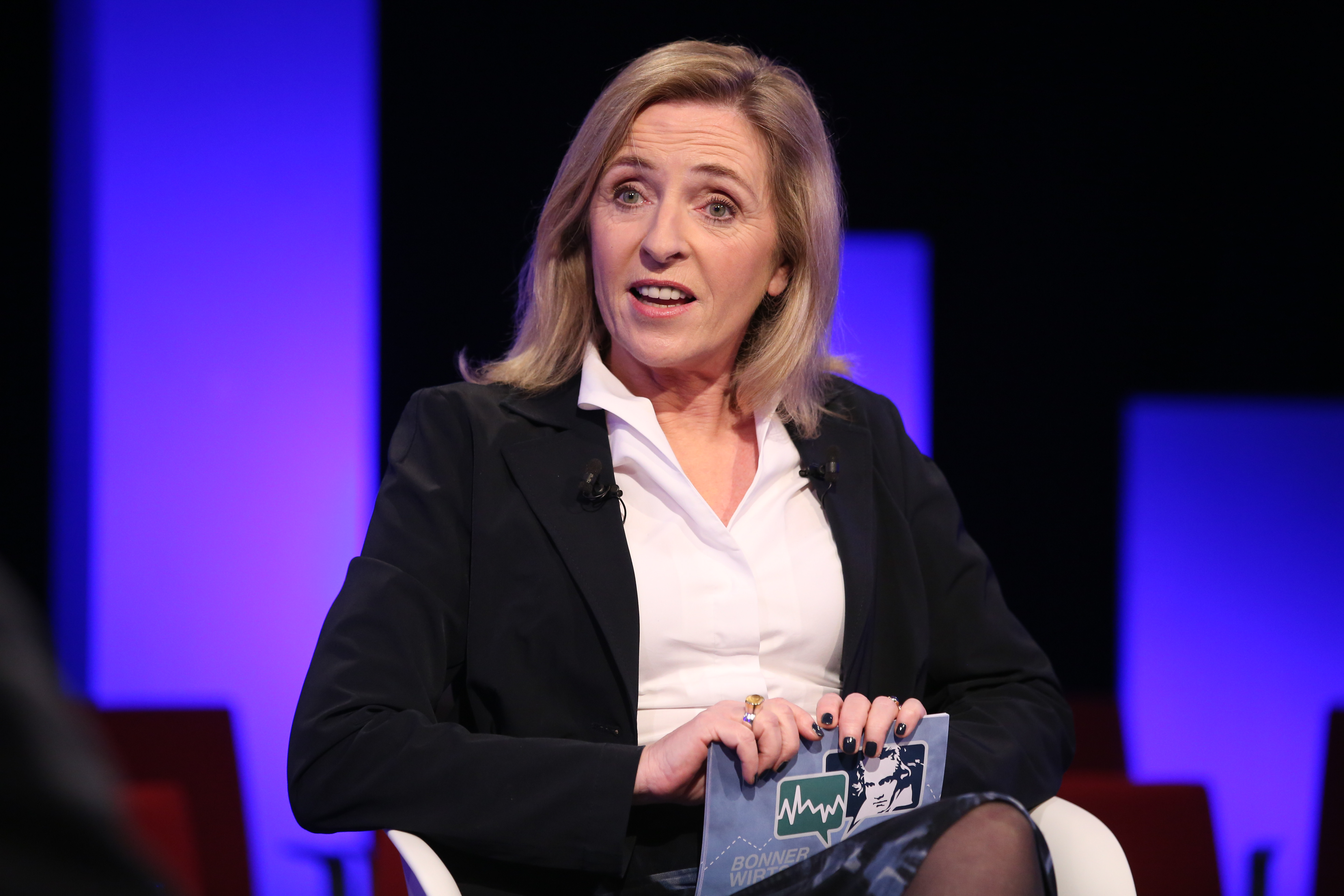
Angela Maas (* 1959)

- Maas, Annelies (* 1960), niederländische Schwimmerin
- Maas, Anthony John (1858–1927), deutsch-amerikanischer römisch-katholischer Priester und Bibelwissenschaftler
- Maas, Benjamin (* 1989), deutscher Fußballspieler
- Maas, Bob (1907–1996), niederländischer Segler
- Maas, Caitlin van der (* 1983), niederländische Regisseurin, Schriftstellerin und Theaterpädagogin
- Maas, Cheryl (* 1984), niederländische Snowboarderin
- Maas, Cornelius (* 1991), deutscher Handballspieler
- Maas, Dick (* 1951), niederländischer Regisseur, Produzent, Drehbuchautor und Filmkomponist
- Maas, Erich (* 1940), deutscher Fußballspieler
- Maas, Erich (1952–2001), deutscher Verleger
- Maas, François (1925–2017), luxemburgischer Fußballtorwart
- Maas, Frans (* 1964), niederländischer Weitspringer
- Maas, Georg (* 1958), deutscher Musikpädagoge und Hochschullehrer
- Maas, Georg (* 1960), deutscher freischaffender Drehbuchautor und Regisseur
- Maas, Georg (* 1962), deutscher Musiker
- Maas, Günter (* 1941), deutscher Ringer
- Maas, Heiko (* 1966), deutscher Politiker (SPD), MdLHeiko Maas (* 1966)

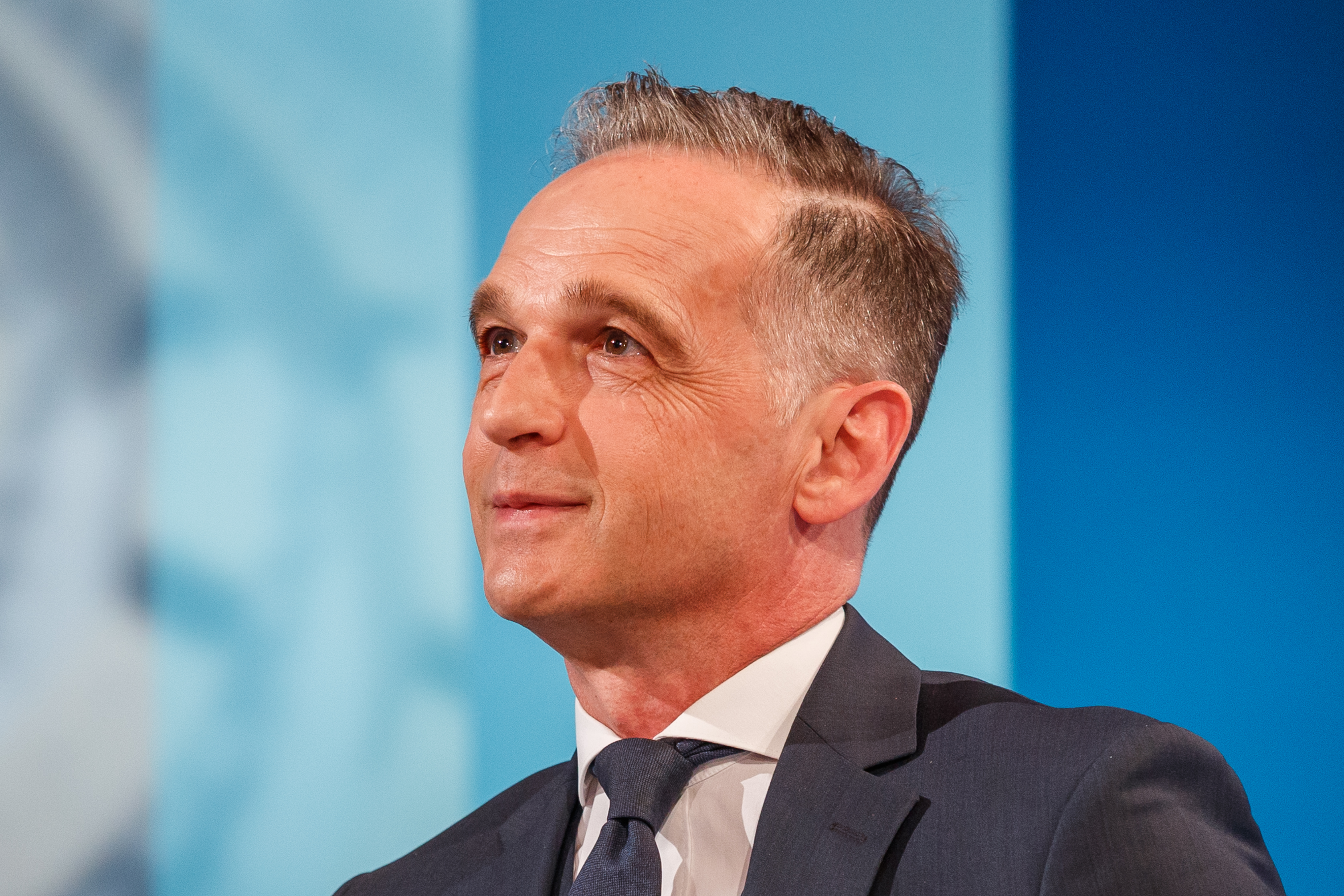
Heiko Maas (* 1966)

- Maas, Heinrich (1908–1981), deutscher Senatsdirektor
- Maas, Hermann (1842–1886), deutscher Chirurg und Hochschullehrer
- Maas, Hermann (1877–1970), deutscher christlicher Widerstandskämpfer und Theologe
- Maas, Hermann (1898–1980), deutscher Politiker (NSDAP), Bürgermeister von Delmenhorst
- Maas, Jan (1900–1977), niederländischer Radrennfahrer
- Maas, Jan (* 1996), niederländischer Radrennfahrer
- Maas, Jelle (* 1991), niederländischer Badmintonspieler
- Maas, Johann (1828–1899), deutscher Rechtsanwalt und Manager der Bergbau- und Metallhüttenindustrie
- Maas, Johann Adam (1784–1852), deutscher Mediziner
- Maas, Johann Nikolaus, Vogt
- Maas, Josef (1931–2008), deutscher Umweltaktivist und Landwirt
- Maas, Julian (* 1975), deutscher Musiker und Filmkomponist
- Maas, Karl (1885–1955), westpfälzischer Fußballpionier, Amtsrichter sowie Opfer des Nationalsozialismus
- Maas, Käthe (1920–2002), deutsche Opernsängerin (Sopran)
- Maas, Kurt (1942–2011), deutscher Jazzmusiker und Musikpädagoge
- Maas, Lena (1891–1978), deutsche Malerin und Schriftstellerin
- Maas, Lorenzo (* 1992), deutsch-belgischer Eishockeyspieler
- Maas, Marcel (* 1987), deutscher Autor, Eventmanager, Spielmacher
- Maas, Marco (* 1977), deutscher Journalist, Medienunternehmer und Datenvisualisierungsexperte
- Maas, Martha (1893–1970), deutsche Fotografin
- Maas, Melvin (1898–1964), US-amerikanischer Politiker
- Maas, Michael Robert (* 1951), US-amerikanischer Althistoriker
- Maas, Mike (* 1969), deutscher Schauspieler
- Maas, Oliver (* 1980), deutscher Jazzmusiker (Piano, Komposition)
- Maas, Otto (1867–1916), deutscher Zoologe
- Maas, Paul (1880–1964), deutscher Klassischer Philologe und Byzantinist
- Maas, Paul (* 1939), niederländischer Botaniker
- Maas, Peer (* 1951), niederländischer Radrennfahrer
- Maas, Peter (1929–2001), US-amerikanischer Journalist und Autor
- Maas, Rob (* 1969), niederländischer Fußballspieler
- Maas, Rüdiger (* 1979), deutscher Psychologe, Unternehmensberater und BuchautorRüdiger Maas (* 1979)

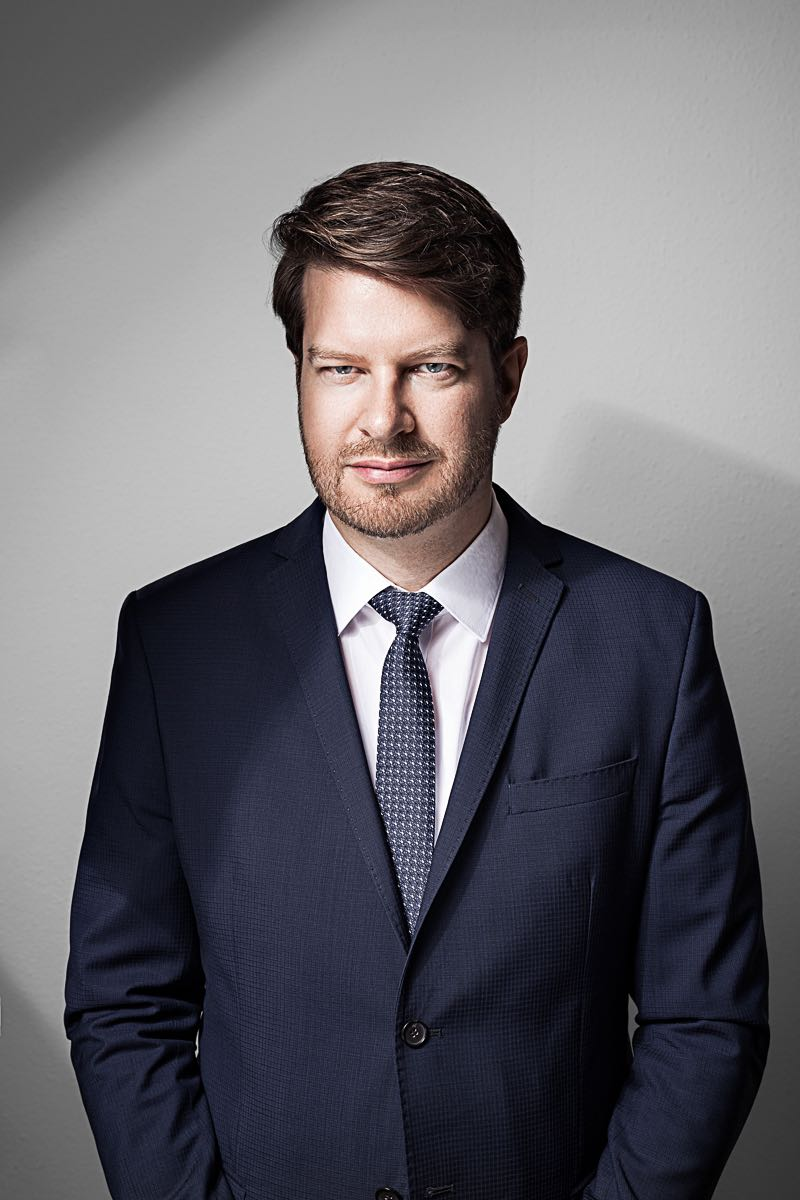
Rüdiger Maas (* 1979)

- Maas, Sarah J. (* 1986), US-amerikanische Schriftstellerin
- Maas, Sebastian (* 1990), deutscher Handballspieler
- Maas, Theo (* 1957), deutscher Manager und Vorstandsvorsitzender
- Maas, Theodor (1882–1943), deutscher evangelischer Pfarrer
- Maas, Timo (* 1969), deutscher DJ und Musikproduzent
- Maas, Tjaarke (1974–2004), niederländische Malerin
- Maas, Torben (* 1987), deutscher Filmproduzent und Drehbuchautor
- Maas, Utz (* 1942), deutscher Sprachwissenschaftler
- Maas, Walter (1900–1981), deutscher Schriftsteller und Publizist
- Maas, Werner Karl (1921–2019), US-amerikanischer Mikrobiologe, Pharmakologe, Genforscher und Hochschullehrer deutscher Herkunft
- Maas, Wilhelm (1922–1993), deutscher Politiker (FDP, CDU), MdL
- Maas, Wilhelm (1937–2012), deutscher römisch-katholischer Theologe und Islamforscher
- Maas, Winy (* 1959), niederländischer ArchitektWiny Maas (* 1959)

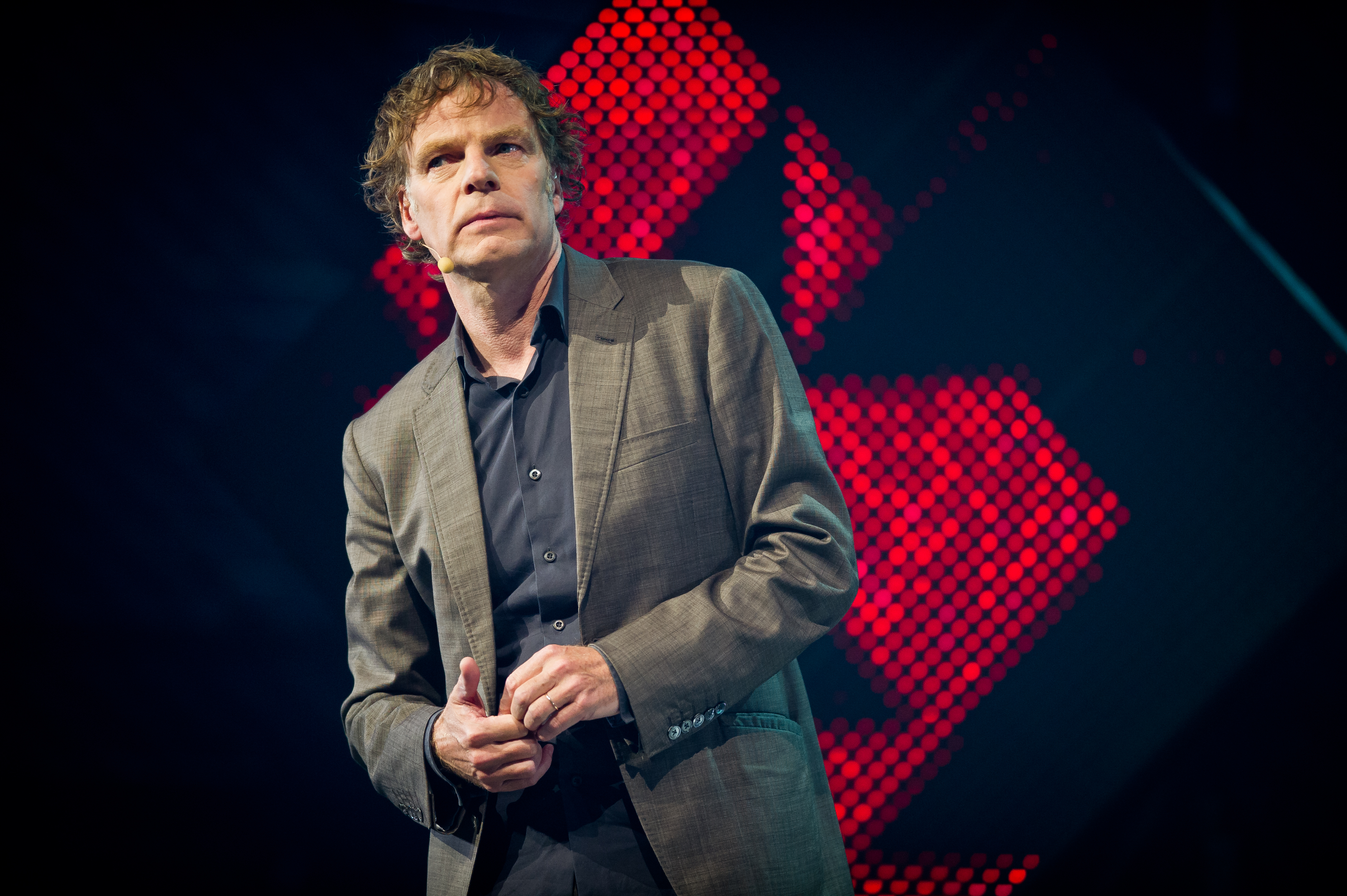
Winy Maas (* 1959)

- Maas, Wolfgang (* 1929), deutscher Politiker (SPD), MdBB
- Maas, Wolfram (* 1950), deutscher Diplomat
- Maas-Brunner, Melanie (* 1968), deutsche Chemikerin und Managerin
- Maas-Ewerd, Theodor (1935–2002), deutscher katholischer Theologe
- Maasakker, Caia van (* 1989), niederländische Hockeyspielerin
- Maasberg, Marga (1903–1981), deutsche Schauspielerin, Hörspiel- und Synchronsprecherin
- Maasburg, Leo (* 1948), österreichischer Geistlicher
- Maasburg, Nikolaus von (1913–1965), österreichischer Adliger und als Mitglied der Widerstandsgruppe O5 ein Widerstandskämpfer gegen den Nationalsozialismus
- Maasch, Erik (* 1925), deutscher Schriftsteller
- Maasdijk, Alexander Henri Robert van (1856–1931), niederländischer Maler und Zeichner sowie Kunstpädagoge
- Maasdijk, Koos (* 1968), niederländischer Ruderer
- Maasdorf, Frank (1950–2023), deutscher Bildhauer
- Maase, Doris (1911–1979), deutsche Ärztin und Widerstandskämpferin
- Maase, Friedrich (1878–1959), deutscher Rechtsanwalt, Pazifist und Oppositioneller
- Maase, Kamiel (* 1971), niederländischer Langstreckenläufer
- Maase, Kaspar (* 1946), deutscher Kulturwissenschaftler und Volkskundler
- Maase, Lukas (* 1998), deutscher Volleyballspieler
- Maase, Rica (* 1999), deutsche VolleyballspielerinRica Maase (* 1999)

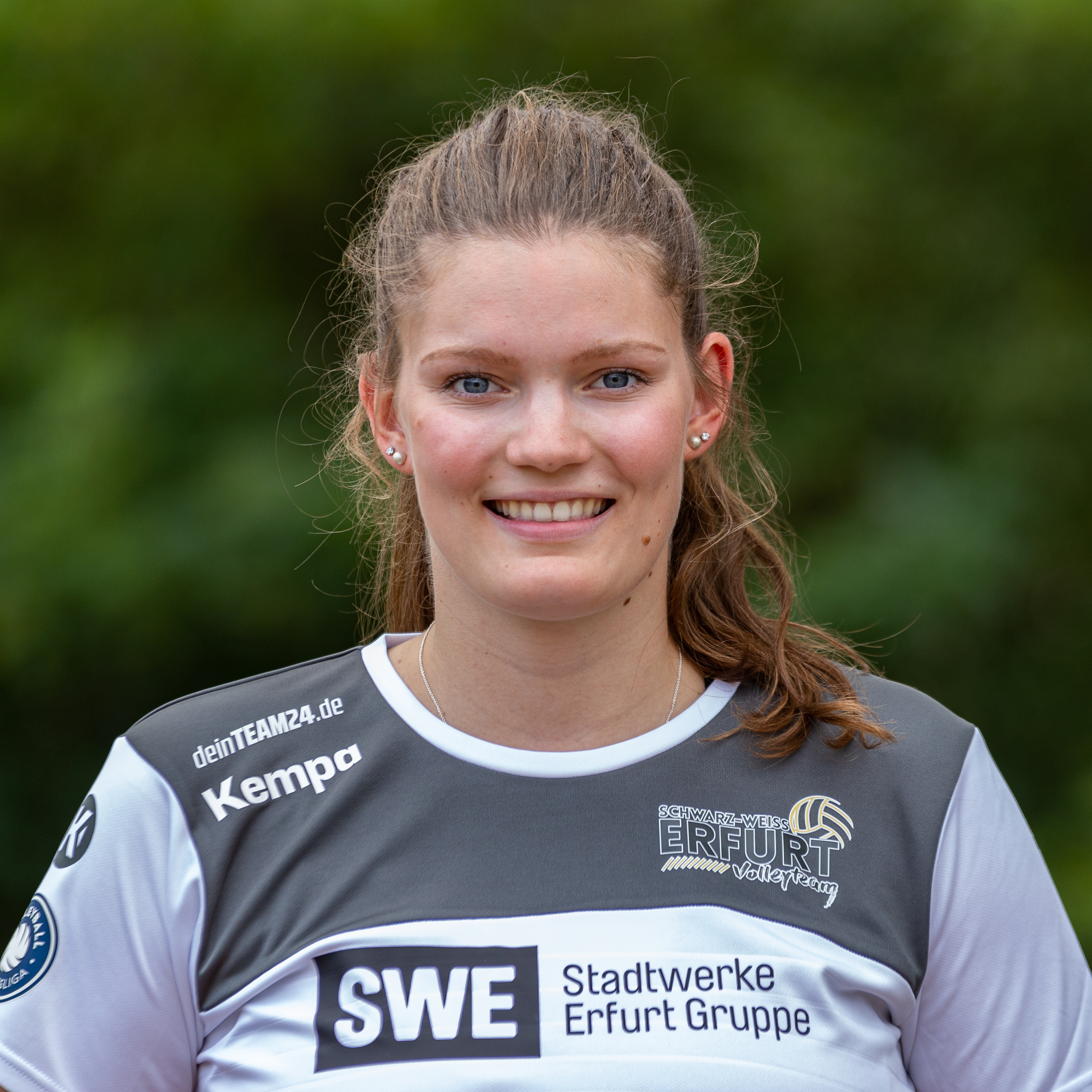
Rica Maase (* 1999)

- Maaseide, Bjørn (* 1968), norwegischer Beachvolleyballspieler
- Maaseide, Kathrine (* 1976), norwegische Beachvolleyballspielerin
- Maasen, Sabine (* 1960), deutsche Soziologin
- Maaser, Eva (* 1948), deutsche Schriftstellerin
- Maaser, Michael (* 1964), deutscher Historiker und Archivar der Goethe-Universität Frankfurt
- Maaser, Robert (* 1990), deutscher Schauspieler
- Maaser, Wolfgang (* 1955), deutscher evangelischer Theologe
- Maasik, Einar (1929–2009), estnischer Schriftsteller und Kulturjournalist
- Maasik, Laura (* 1993), estnische Leichtathletin
- Maasik, Martin (* 1984), estnischer Biathlet
- Maasikas, Matti (* 1967), estnischer Diplomat
- Maasikas, Mirjam (1916–1992), estnische Designerin und Glaskünstlerin
- Maasikmets, Alges (* 1968), estnischer Radrennfahrer
- Maaskant, Huig (1907–1977), niederländischer Architekt
- Maaskant, Martijn (* 1983), niederländischer Radrennfahrer
- Maaskant, Robert (* 1969), niederländischer Fußballspieler und -trainer
- Maaskola, Ulla (* 1959), finnische Skilangläuferin
- Maasland, Arie (1908–1980), niederländischer Komponist und Musiker des Genres HaFaBra-Musik und Tanzmusik
- Maasland, Paul (1903–1983), niederländischer Ruderer
- Maasmann, Othmar (1827–1895), deutscher Franziskaner
- Maasola, Miina (1978–2014), finnische Schauspielerin
- Maass, Adolf (1875–1945), Hamburger Kaufmann
- Maaß, Alois (1758–1846), österreichischer Priester
- Maaß, Anita (* 1976), deutsche Historikerin und Bürgermeisterin
- Maass, Anne (* 1953), deutsche Sozialpsychologin und Hochschullehrerin
- Maaß, Bruno (1888–1964), deutscher Politiker (FDP), MdL
- Maass, Bruno (1893–1973), deutscher Generalleutnant der Luftwaffe der Wehrmacht während des Zweiten Weltkriegs
- Maaß, Christian (* 1972), deutscher Politiker (GAL), MdHBChristian Maaß (* 1972)

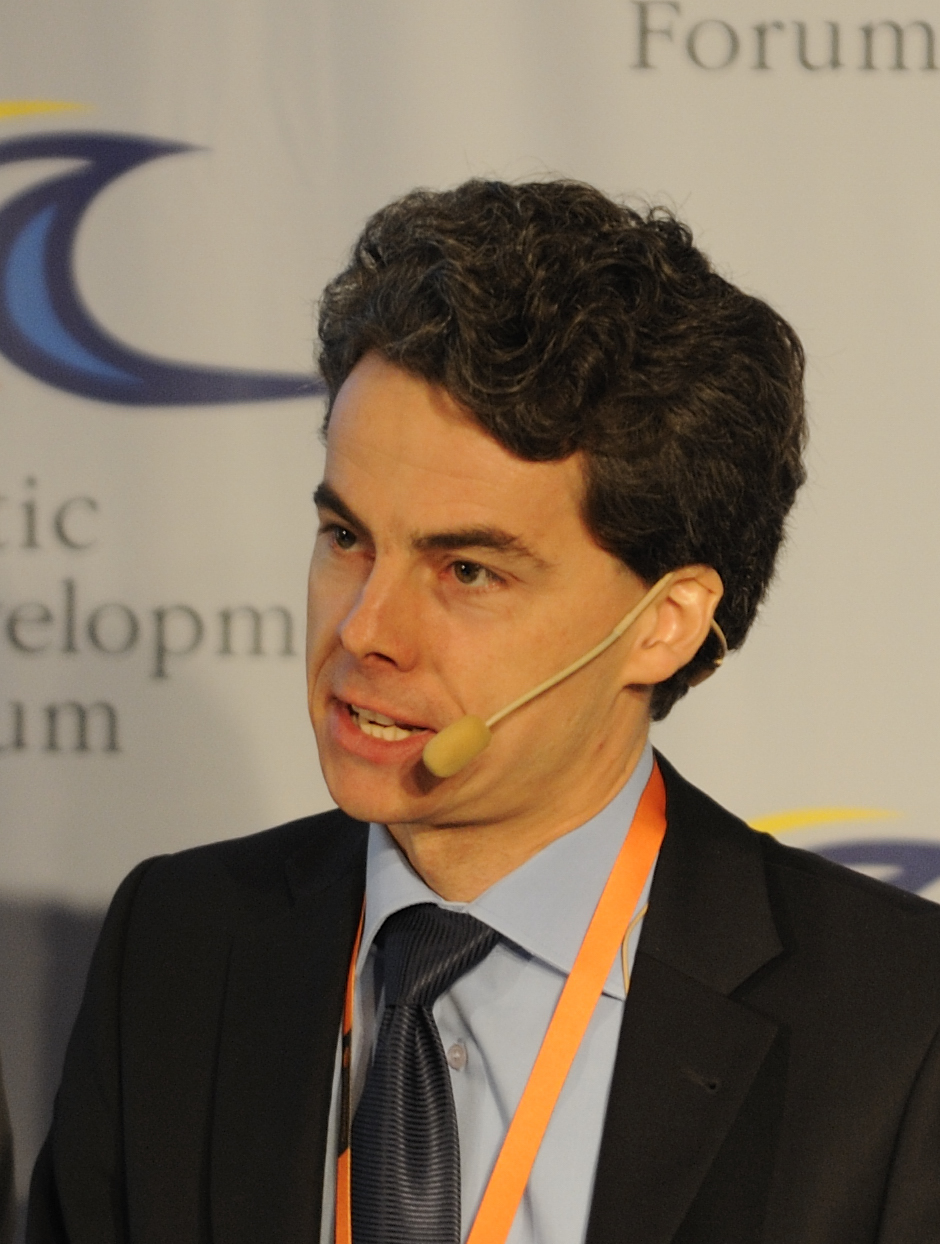
Christian Maaß (* 1972)

- Maaß, Christiane (* 1971), deutsche Sprachwissenschaftlerin und Hochschullehrerin
- Maaß, Christof (* 1965), deutscher Schauspieler
- Maaß, David (* 1984), deutscher Politiker (SPD), MdL
- Maaß, Dieter (1939–2018), deutscher Politiker (SPD), MdB
- Maass, Edgar (1896–1964), deutscher Chemiker und Schriftsteller
- Maaß, Eduard (1875–1958), deutscher evangelisch-lutherischer Geistlicher
- Maaß, Ekkehard (* 1951), deutscher Sänger, Publizist und ÜbersetzerEkkehard Maaß (* 1951)

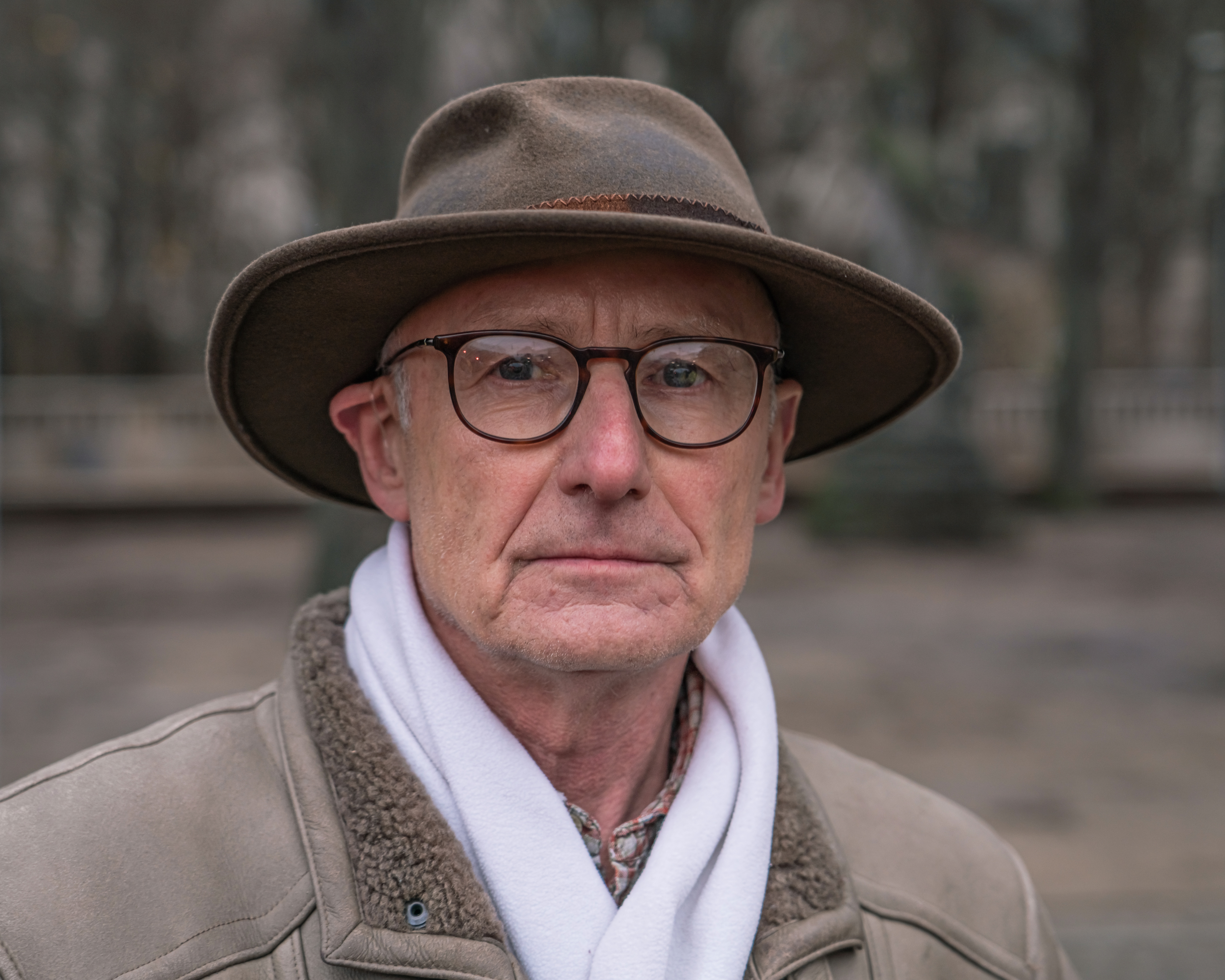
Ekkehard Maaß (* 1951)

- Maaß, Erich (* 1944), deutscher Politiker (CDU), MdB
- Maass, Ernst (1856–1929), deutscher Klassischer Philologe
- Maass, Ernst (1904–1971), deutscher Maler
- Maaß, Ferdinand (1902–1973), österreichischer Jesuit, Theologe und Kirchenhistoriker
- Maass, Friedrich (1826–1896), österreichischer Buchdrucker
- Maaß, Friedrich Karl Heinrich (1768–1840), deutscher Pädagoge
- Maass, Fritz (1910–2005), deutscher evangelischer Theologe und Professor für Altes Testament an den Universitäten Kiel und Mainz
- Maaß, Gero (* 1964), deutscher Fußballspieler
- Maaß, Gertrud (1919–2004), deutsche Politikerin (SPD), MdBB
- Maass, Gregory (* 1967), Künstler
- Maass, Günter, deutscher Schauspieler
- Maaß, Günther (1909–1975), deutscher Jurist und Richter am Bundesgerichtshof
- Maaß, Günther (* 1940), deutscher Fußballspieler
- Maass, Gustav (1830–1901), deutscher Botaniker und Heimatforscher
- Maaß, Hans (1911–1992), deutscher MathematikerHans Maaß (1911–1992)

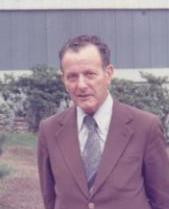
Hans Maaß (1911–1992)

- Maaß, Hans (1914–2000), norddeutscher Maler
- Maaß, Hans (1935–2021), evangelischer Pfarrer und Kirchenrat in Baden
- Maass, Hans-Joachim (1937–2012), deutscher Verlagslektor und Übersetzer
- Maass, Harro (* 1939), deutscher Illustrator und Maler
- Maass, Heinrich (1927–2016), deutscher Gynäkologe
- Maaß, Heinz (* 1934), deutscher Fußballspieler
- Maaß, Hermann (1897–1944), deutscher Gewerkschafter, Widerstandskämpfer
- Maaß, Ignatius (* 1957), deutscher Benediktinermönch und Abt der Benediktinerabtei St. Matthias in Trier
- Maaß, Joachim (1844–1921), deutscher Lehrer und Heimatforscher
- Maass, Joachim (1901–1972), deutscher Schriftsteller und Lyriker
- Maaß, Johann Gebhard Ehrenreich (1766–1823), deutscher Philosoph
- Maaß, Johannes (1882–1953), deutscher Pädagoge und Kommunalpolitiker
- Maass, Jürgen (1908–1981), deutscher Bildhauer
- Maass, Konrad (* 1952), deutscher Maler und Grafiker
- Maaß, Kurt (1927–2024), deutscher Pädagoge und Autor
- Maaß, Kurt-Jürgen (* 1943), deutscher Kulturmanager
- Maaß, Laura Marie (* 1989), deutsche Gebärdendolmetscherin
- Maaß, Leberecht (1863–1914), deutscher Konteradmiral im Ersten WeltkriegLeberecht Maaß (1863–1914)

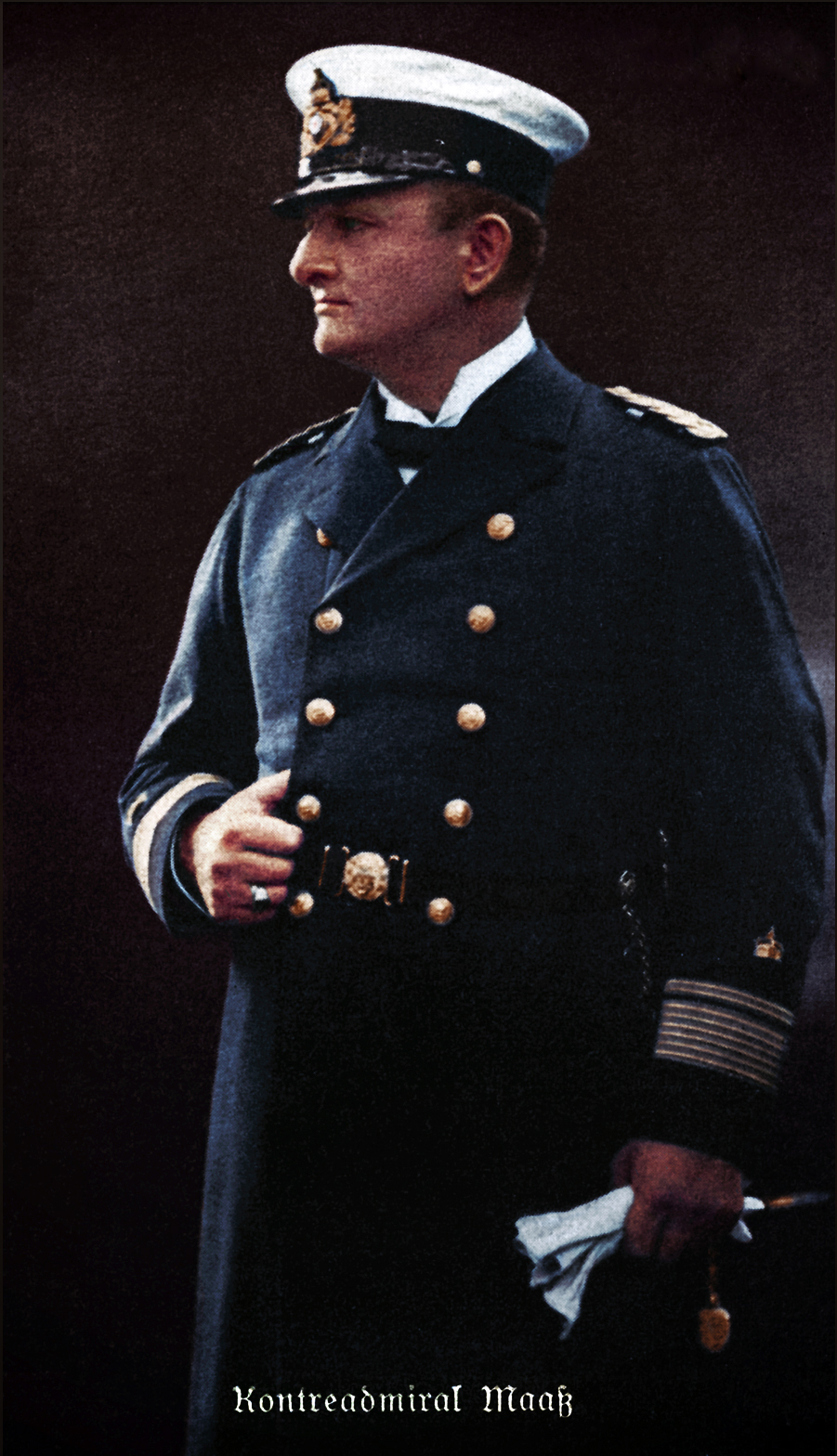
Leberecht Maaß (1863–1914)

- Maaß, Matthias Joachim (1958–2019), deutscher Zeichner und Maler
- Maaß, Michael (* 1942), deutscher Klassischer Archäologe
- Maaß, Nikolaus († 1615), norddeutscher Orgelbauer
- Maaß, Oskar (1910–1986), deutscher Bauingenieur und Sportfunktionär
- Maaß, Otto (1866–1943), deutscher Lehrer und Literaturwissenschaftler
- Maaß, Paul (* 1980), deutscher Schauspieler
- Maaß, Peter (* 1959), deutscher Mathematiker
- Maass, Peter (* 1960), US-amerikanischer Journalist und Schriftsteller
- Maaß, Rainer (* 1981), deutscher Musicaldarsteller und Musikpädagoge
- Maaß, Rolf (1893–1940), deutscher Gewerkschafter
- Maaß, Sebastian (* 1981), deutscher Historiker und Publizist
- Maaß, Siegfried (* 1936), deutscher Schriftsteller
- Maaß, Silvan (* 1975), deutscher Autor, Unternehmer
- Maaß, Stefan (* 1965), deutscher Schauspieler
- Maass, Stephan (* 1967), deutscher Perkussionist, Produzent und Hochschullehrer
- Maaß, Stephan (* 1976), deutscher Fußballspieler
- Maass, Thea (1908–1989), deutsche Tänzerin, Ballettmeisterin, Tanzpädagogin und Choreografin
- Maaß, Torsten (* 1967), deutscher Trompeter des Modern Jazz sowie Komponist und Arrangeur
- Maaß, Veronika (* 1951), deutsche Handballspielerin
- Maass, Walter (* 1901), deutscher Politiker (NSDAP), Gauleiter in der Freien Stadt Danzig
- Maaß, Wilfriede (* 1951), deutsche Keramikerin
- Maaß, Wolfgang (* 1955), deutscher Wirtschaftsjurist, Verleger und Chefredakteur
- Maaß-Lindemann, Gerta (* 1943), deutsche Klassische Archäologin
- Maaß-Radziwill, Hans Heinrich (1936–2021), deutscher Jurist und Kanzler einer Universität
- Maaßen, Boje (* 1939), deutscher Pädagoge und Fachautor
- Maassen, Carl Georg von (1880–1940), deutscher Literaturhistoriker, Bibliophiler und Gastrosoph
- Maassen, Dirk (* 1970), deutscher Komponist und Pianist
- Maaßen, Dora (1894–1973), deutsche Bildhauerin
- Maaßen, Enrico (* 1984), deutscher Fußballspieler und -trainer
- Maassen, Frans (* 1965), niederländischer Radrennfahrer
- Maassen, Friedrich (1823–1900), deutsch-österreichischer Rechtsprofessor und Publizist
- Maaßen, German Hubert Christian (1825–1910), deutscher katholischer Pfarrer und Althistoriker
- Maaßen, Hanns (1908–1983), deutscher Journalist und Schriftsteller
- Maaßen, Hans (1921–1980), deutscher Fußballspieler
- Maaßen, Hans-Georg (* 1962), deutscher Jurist, politischer Beamter und Politiker (Werteunion, CDU)Hans-Georg Maaßen (* 1962)

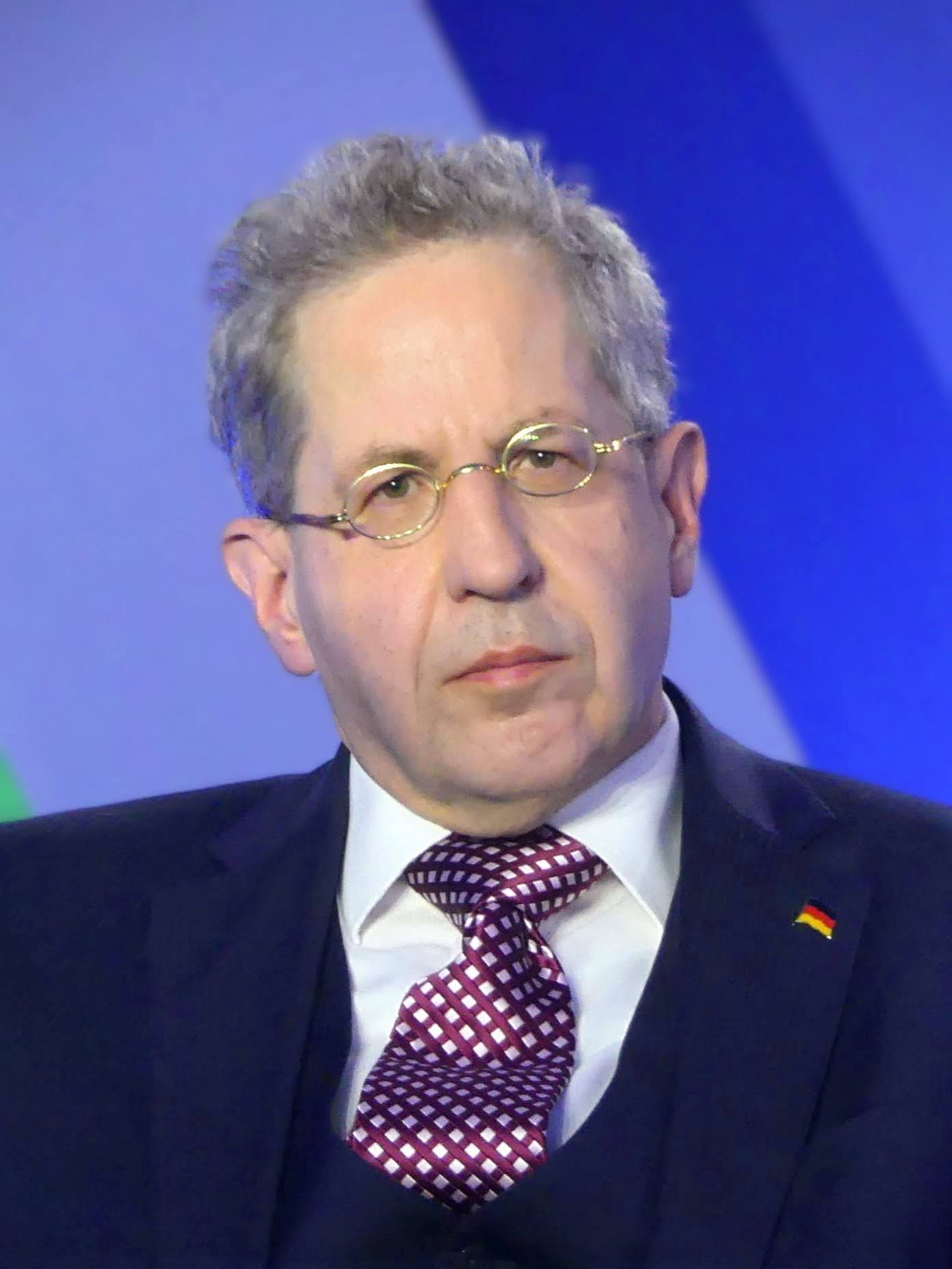
Hans-Georg Maaßen (* 1962)

- Maassen, Hermann (1915–2008), deutscher Jurist und Politiker
- Maassen, Jochen (* 1953), deutscher Eishockeyspieler
- Maaßen, Karl Georg (1769–1834), preußischer Jurist, Finanzminister und Mitinitiator des Deutschen Zollvereins
- Maaßen, Karl-Werner (* 1910), deutscher KZ-Arzt und SS-Hauptsturmführer
- Maaßen, Lambert (1894–1970), deutscher Politiker der CDU
- Maaßen, Martin (* 1934), deutscher Politiker (LDPD)
- Maaßen, Martina (* 1963), deutsche Politikerin (Bündnis 90/Die Grünen), MdL
- Maassen, Michael (1942–2002), deutscher Schauspieler und Hörspielautor
- Maaßen, Nikolaus (1888–1967), deutscher Schulleiter und Lehrerverbandsfunktionär
- Maaßen, Peter (1913–1988), deutscher Sportfunktionär, Präsident von Rot-Weiß Oberhausen
- Maassen, Sascha (* 1969), deutscher Rennfahrer
- Maassen, Theo (* 1966), niederländischer Kabarettist und Schauspieler
- Maassen, Theodor (1817–1886), deutscher Historien- und Genremaler
- Maaßen, Werner (1920–2009), deutscher Mediziner
- Maaßen, Wilhelm (* 1866), deutscher Landwirt, Gutsbesitzer und Politiker (Zentrum), MdL
- Maassen, Wolfgang (* 1949), deutscher philatelistischer Publizist, Autor und Verleger
- Maassen, Xavier (* 1980), niederländischer Autorennfahrer
- Maaßmann, Jürgen (* 1976), deutscher Basketballspieler
- Maassoumi, Ali Asghar (* 1948), iranischer Biologe
- Maasz, Gerhard (1906–1984), deutscher Komponist und Dirigent
- Maasz, Harry (1880–1946), deutscher Gartenarchitekt und GartenbauschriftstellerHarry Maasz (1880–1946)

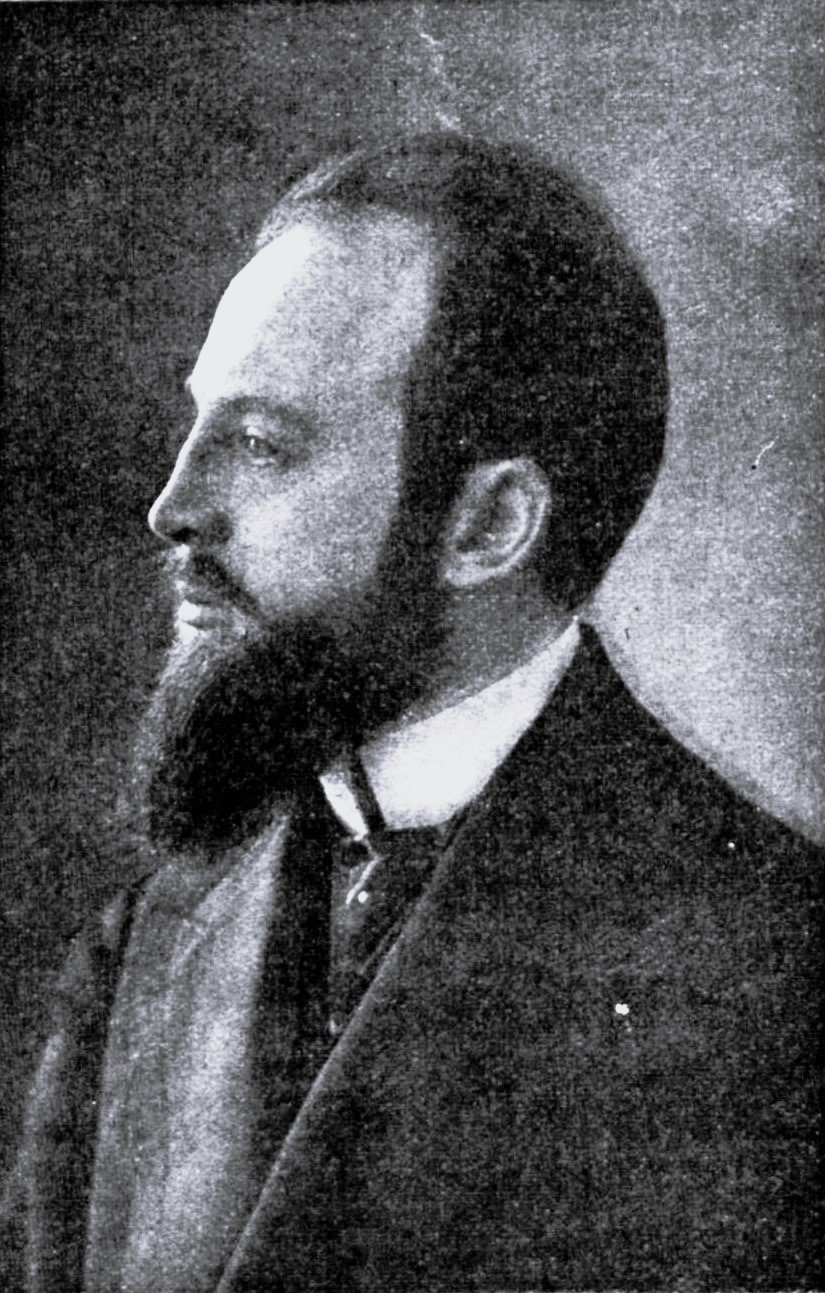
Harry Maasz (1880–1946)

### Maat
- Maat, Abraham († 1664), Goldschmied in Augsburg
- Maat, Albert Jan (* 1953), niederländischer Politiker (CDA), MdEP
- Maâtar, Rachid (* 1959), algerisch-französischer Fußballspieler
- Maatela, Markku (* 1941), finnischer Skispringer
- Maaten, Jacob Jan van der (1820–1879), holländischer Radierer, Lithograph und Landschaftsmaler
- Maaten, Jules (* 1961), niederländischer Politiker (VVD), MdEP
- Maaten, Klaas van der (1861–1944), niederländischer Berufsoffizier und Militärschriftsteller
- Maathai, Wangari (1940–2011), kenianische Umweltaktivistin und FriedensnobelpreisträgerinWangari Maathai (1940–2011)

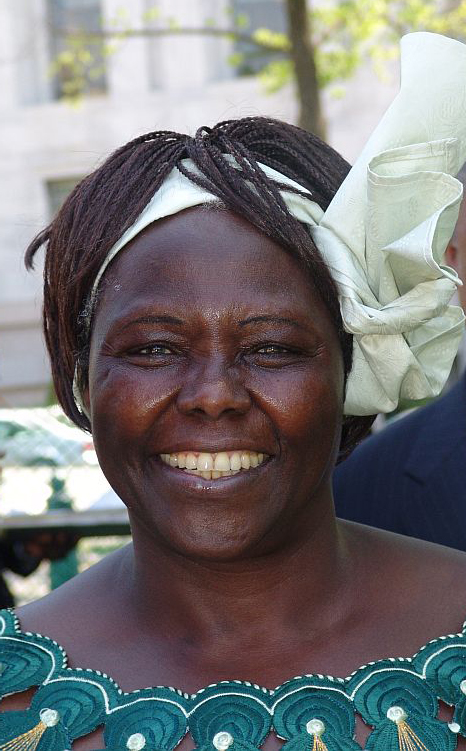
Wangari Maathai (1940–2011)

- Maathorneferure, dritte Große Königliche Gemahlin des Pharaos Ramses II.
- Maatkare, Tochter von Pinudjem I., Gottesgemahlin des Amun
- Maatmann, Hermann (1925–2011), deutscher Politiker (CDU), MdL
- Maatoug, Amina (* 2002), niederländische Leichtathletin
- Maatouk, Hassan (* 1987), libanesischer Fußballspieler
- Maatsch, Asmus (* 1971), deutscher Jurist und Richter am Bundesgerichtshof
- Maatsch, Richard (1904–1992), deutscher Pflanzenbiologe und Sachbuchautor
- Maatsch, Thilo (1900–1983), deutscher Grafiker, Maler und Bildhauer
- Maatsen, Ian (* 2002), niederländischer Fußballspieler
- Määttä, Eilert (1935–2011), schwedischer Eishockeyspieler und -trainer
- Määttä, Jarkko (* 1994), finnischer Skispringer
- Määttä, Olli (* 1994), finnischer Eishockeyspieler
- Määttä, Pirkko (* 1959), finnische Skilangläuferin
- Määttänen, Eveliina (* 1995), finnische Leichtathletin
- Maatz, Kurt Rüdiger (* 1945), deutscher Jurist und ehemaliger Richter am Bundesgerichtshof
- Maatz, Richard (1905–1989), deutscher Chirurg

### Maay
- Maayouf, Majida (* 1989), marokkanisch-spanische Langstreckenläuferin

### Maaz
- Maaz, Bernhard (* 1961), deutscher Kunsthistoriker
- Maaz, Hans-Joachim (* 1943), deutscher Psychiater, Psychoanalytiker und Autor
- Maaz, Kai (* 1972), deutscher Bildungsforscher
- Maaz, Sascha (* 1970), deutscher Schauspieler
- Maazel, Lincoln (1903–2009), US-amerikanischer Schauspieler und Sänger
- Maazel, Lorin (1930–2014), US-amerikanischer DirigentLorin Maazel (1930–2014)

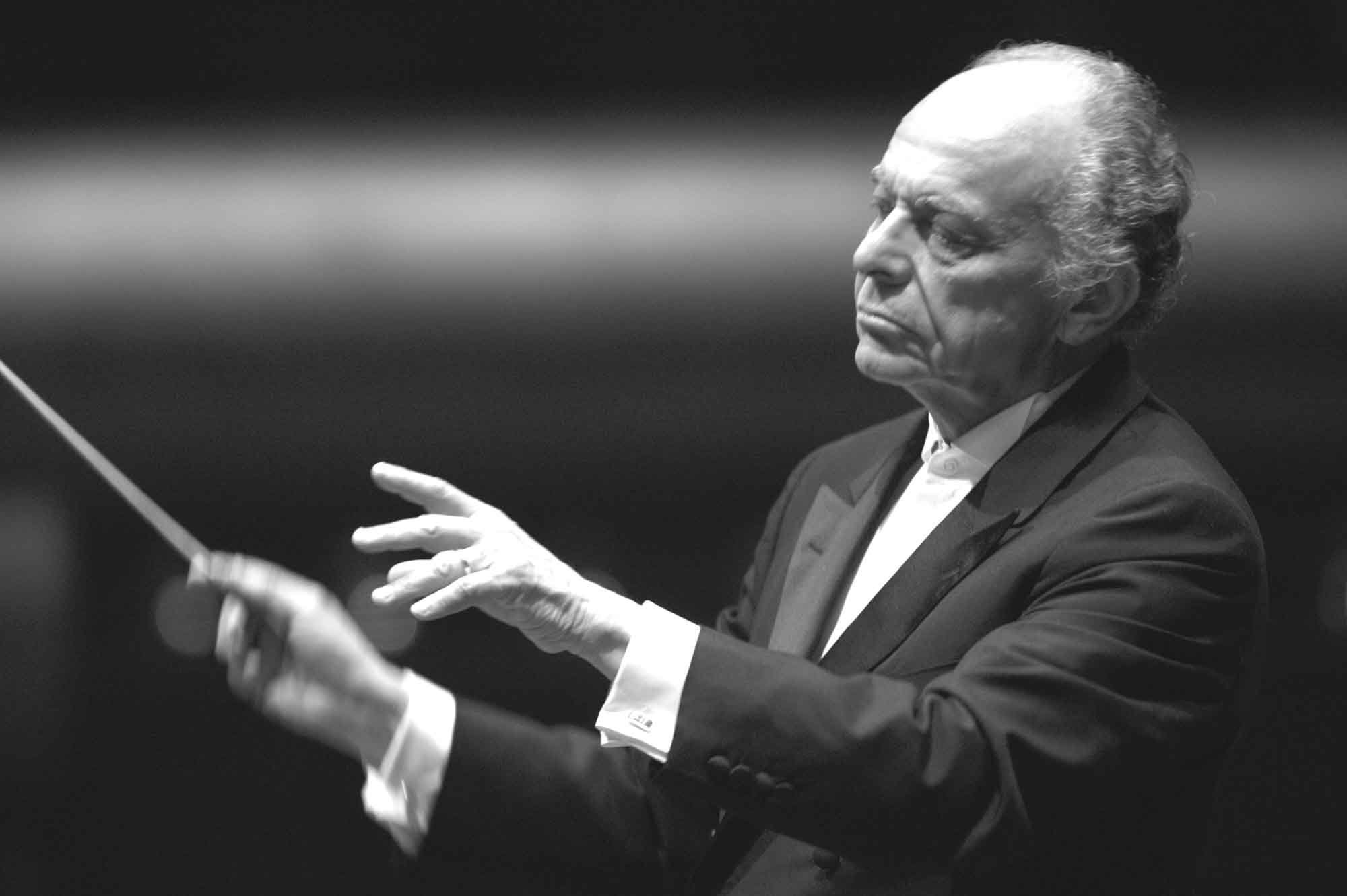
Lorin Maazel (1930–2014)

- Maâzou, Moussa (* 1988), nigrischer Fußballspieler
- Maazouzi, Driss (* 1969), französisch-marokkanischer Leichtathlet